# Salles-et-Pratviel
Salles-et-Pratviel è un comune francese di 140 abitanti situato nel dipartimento dell'Alta Garonna nella regione dell'Occitania.

## Società

### Evoluzione demografica
Abitanti censiti